# Знаки почтовой оплаты СССР (1928)
Зна́ки почто́вой опла́ты СССР (1928) — перечень (каталог) знаков почтовой оплаты (почтовых марок), введённых в обращение дирекцией по изданию и экспедированию знаков почтовой оплаты Народного комиссариата почт и телеграфов СССР в 1928 году.
С февраля по 20 декабря 1928 года было выпущено 16 почтовых марок, в том числе 4 памятные (коммеморативные), 2 стандартные с надпечаткой нового номинала «8 коп.» первого выпуска (1923—1927), 7 — второго выпуска стандартных марок (1927—1928) и 3 стандартные марки (1925—1939) «В. И. Ленин».

## Список коммеморативных (памятных) марок
Порядок следования элементов в таблице соответствует номеру по каталогу марок СССР (ЦФА), в скобках приведены номера по каталогу «Михель».
| № по каталогу                      | Изображение | Описание и источники                                                            | Номинал   | Дата выпуска         | Тираж      | Художник         |
| ---------------------------------- | ----------- | ------------------------------------------------------------------------------- | --------- | -------------------- | ---------- | ---------------- |
| (ЦФА [АО «Марка»] № 303) (Mi #354) |             | 10 лет РККА и ВМФ: пехотинец                                                    | 0,08 руб. | 15 февраля 1928 года | 10 000 000 | Дмитрий Голядкин |
| (ЦФА [АО «Марка»] № 304) (Mi #355) |             | 10 лет РККА и ВМФ: матрос с крейсера «Аврора» и сам этот корабль, флаг ВМФ СССР | 0,14 руб. | 15 февраля 1928 года | 7 500 000  | Дмитрий Голядкин |
| (ЦФА [АО «Марка»] № 305) (Mi #356) |             | 10 лет РККА и ВМФ: кавалерист                                                   | 0,18 руб. | 15 февраля 1928 года | 7 500 000  | Дмитрий Голядкин |
| (ЦФА [АО «Марка»] № 306) (Mi #357) |             | 10 лет РККА и ВМФ: лётчик                                                       | 0,28 руб. | 15 февраля 1928 года | 4 000 000  | Дмитрий Голядкин |

## Выпуски стандартных марок

### Первый выпуск стандартных марок (1923—1927)
В январе 1928 года произведена типографская надпечатка нового номинала «8 коп.» на марках  (ЦФА [АО «Марка»] № 131) и  (ЦФА [АО «Марка»] № 155) первого выпуска стандартных марок СССР (1923—1927). Рисунок на почтовых марках первого стандартного выпуска СССР повторял изображения на марках четвёртого стандартного выпуска РСФСР 1922—1923 года.
Порядок следования элементов в таблице соответствует номеру по каталогу марок СССР (ЦФА), в скобках приведены номера по каталогу «Михель».
| № по каталогу                             | Изображение | Описание и источники  | Номинал                   | Дата выпуска     | Тираж    | Художник                                                                |
| ----------------------------------------- | ----------- | --------------------- | ------------------------- | ---------------- | -------- | ----------------------------------------------------------------------- |
| (ЦФА [АО «Марка»] № 193 I) (Mi #324 II A) |             | Красноармеец (тип II) | 0,07 руб. надпечатка 0,08 | январь 1928 года | массовый | скульптор Иван Шадр оформление Дмитрий Голядкин гравёр Алексей Троицкий |
| (ЦФА [АО «Марка»] № 194 I) (Mi #324 II C) |             | Красноармеец (тип II) | 0,07 руб. надпечатка 0,08 | январь 1928 года | массовый | скульптор Иван Шадр оформление Дмитрий Голядкин гравёр Алексей Троицкий |

### Второй выпуск стандартных марок (1927—1928)
Порядок следования элементов в таблице соответствует номеру по каталогу марок СССР (ЦФА), в скобках приведены номера по каталогу «Михель».
| № по каталогу                      | Изображение | Описание и источники | Номинал   | Дата выпуска      | Тираж    | Художник                                                   |
| ---------------------------------- | ----------- | -------------------- | --------- | ----------------- | -------- | ---------------------------------------------------------- |
| (ЦФА [АО «Марка»] № 285) (Mi #343) |             | Крестьянин           | 0,07 руб. | июль 1928 года    | массовый | А. Г. Якимченко                                            |
| (ЦФА [АО «Марка»] № 288) (Mi #346) |             | Портрет В. И. Ленина | 0,14 руб. | октябрь 1928 года | массовый | А. Г. Якимченко, фото Петра Оцупа, гравёр Альфред Эберлинг |
| (ЦФА [АО «Марка»] № 290) (Mi #348) |             | Портрет В. И. Ленина | 0,18 руб. | май 1928 года     | массовый | А. Г. Якимченко, фото Петра Оцупа, гравёр Альфред Эберлинг |
| (ЦФА [АО «Марка»] № 292) (Mi #350) |             | Рабочий              | 0,40 руб. | февраль 1928 года | массовый | А. Г. Якимченко                                            |
| (ЦФА [АО «Марка»] № 293) (Mi #351) |             | Крестьянин           | 0,50 руб. | февраль 1928 года | массовый | А. Г. Якимченко                                            |
| (ЦФА [АО «Марка»] № 294) (Mi #352) |             | Рабочий              | 0,70 руб. | февраль 1928 года | массовый | А. Г. Якимченко                                            |
| (ЦФА [АО «Марка»] № 295) (Mi #353) |             | Крестьянин           | 0,80 руб. | февраль 1928 года | массовый | А. Г. Якимченко                                            |

### Стандарт «Ленин» (1925—1939)
В 1928 году продолжена эмиссия стандартных почтовых марок с портретом В. И. Ленина — в обращение поступили марки образца 1928—1929 года номиналом в 3; 5 и 10 рублей. В мае переизданы марки образца 1925—1926 года номиналом в 5 и 10 рублей (художник В. Корзун), а в ноябре выпущена марка номиналом 3 рубля (художник Д. Голядкин).
Порядок следования элементов в таблице соответствует номеру по каталогу марок СССР (ЦФА), в скобках приведены номера по каталогу «Михель».
| № по каталогу                                                              | Изображение | Описание и источники | Номинал   | Дата выпуска     | Тираж     | Художник                                 |
| -------------------------------------------------------------------------- | ----------- | -------------------- | --------- | ---------------- | --------- | ---------------------------------------- |
| (ЦФА [АО «Марка»] № 307) (Mi #358 A)                                       |             | Портрет В. И. Ленина | 3,00 руб. | ноябрь 1928 года | 1 000 000 | Дмитрий Голядкин гравёр Алексей Троицкий |
| (ЦФА [АО «Марка»] № 308) (Mi #359 A) (ЦФА [АО «Марка»] № 308А) (Mi #359 C) |             | Портрет В. И. Ленина | 5,00 руб. | май 1928 года    | 750 000   | В. Корзун гравёр Алексей Троицкий        |
| (ЦФА [АО «Марка»] № 309) (Mi #360 A) (Mi #360 D) (Mi #360 E)               |             | Портрет В. И. Ленина | 10,00     | май 1928 года    | 500 000   | В. Корзун гравёр Алексей Троицкий        |

## Комментарии
1. ↑  Коммеморативные марки — обобщённое название специальных художественных (памятных, юбилейных и других) почтовых марок. Для упрощения терминологии в случаях, когда требуется лишь подчеркнуть, что данная марка не является общеупотребляемой (то есть стандартной), под термином «коммеморативная марка» подразумевают, кроме перечисленных выше, также тематические (рисунки которых, посвящены определённой теме коллекционирования) марки. Также все упомянутые марки, объединённые термином «коммеморативная», имеют общую черту: как правило, такие марки изготовляются на высоком полиграфическом уровне[4].
2. ↑  Ниже приведён перечень памятных художественных марок (с возможностью сортировки по номиналу, тиражу и дате введения в обращение).
3. ↑  10-летие Красной Армии и Военно-Морского Флота СССР: пехотинец. Коричневая, печать типографская на мелованной бумаге без водяного знака, перфорирована: гребенчатая зубцовка: 13½ (на каждые 2 сантиметра края марки приходится 13½ зубцов, 100 (10×10) марок на марочных листах[1][11][12].
4. ↑  10-летие Красной Армии и Военно-Морского Флота СССР: моряк. Тёмно-синяя, печать типографская на мелованной бумаге без водяного знака, перфорирована: рамочная зубцовка: 13½ (на каждые 2 сантиметра края марки приходится 13½ зубцов, 100 (10×10) марок на марочных листах[1][11][12].
5. ↑  10-летие Красной Армии и Военно-Морского Флота СССР: кавалерист. Красная, печать типографская на мелованной бумаге без водяного знака, перфорирована: рамочная зубцовка: 13½ (на каждые 2 сантиметра края марки приходится 13½ зубцов, 100 (10×10) марок на марочных листах[1][11][12].
6. ↑  10-летие Красной Армии и Военно-Морского Флота СССР: лётчик. Зелёная, печать типографская на мелованной бумаге без водяного знака, перфорирована: рамочная зубцовка: 13½ (на каждые 2 сантиметра края марки приходится 13½ зубцов, 100 (10×10) марок на марочных листах[1][11][12].
7. 1 2 3  Ниже приведён перечень стандартных марок (с возможностью сортировки по номиналу, тиражу и дате введения в обращение).
8. ↑  Чёрная типографская надпечатка нового номинала «8 коп.» на марке  (ЦФА [АО «Марка»] № 131) тип II: расстояние между строками типографской надпечатки = 0,7 мм[7][16] — коричневая, печать типографская на бумаге без водяного знака, перфорирована: комбинированная зубцовка 14:14½ (на каждые 2 сантиметра края марки приходится 14:14½ зубцов)[5][6][17].
9. ↑  Чёрная типографская надпечатка нового номинала «8 коп.» на марке  (ЦФА [АО «Марка»] № 155) тип II: расстояние между строками типографской надпечатки = 0,7 мм[7][16] — коричневая, печать типографская на бумаге с водяным знаком «ковер», перфорирована: зубцовка 12 (на каждые 2 сантиметра края марки приходится 12 зубцов)[5][6][17].
10. ↑  Красная. Печать типографская на мелованной бумаге без водяного знака, перфорирована: рамочная зубцовка 13½ (на каждые 2 сантиметра края марки приходится 13½ зубцов), 100 (10×10) экземпляров на марочных листах[1][19][9].
11. ↑  Портрет В. И. Ленина, тёмно-зелёная. Печать типографская на мелованной бумаге без водяного знака, перфорирована: рамочная зубцовка 13½ (на каждые 2 сантиметра края марки приходится 13½ зубцов), 100 (10×10) экземпляров на марочных листах[1][19][9].
12. ↑  Портрет В. И. Ленина, тёмно-синяя. Печать типографская на мелованной бумаге без водяного знака, перфорирована: рамочная зубцовка 13½ (на каждые 2 сантиметра края марки приходится 13½ зубцов), 100 (10×10) экземпляров на марочных листах[1][19][9].
13. ↑  Карминовая. Печать типографская на мелованной бумаге без водяного знака, перфорирована: рамочная зубцовка 13½ (на каждые 2 сантиметра края марки приходится 13½ зубцов), 100 (10×10) экземпляров на марочных листах[1][19][9].
14. ↑  Голубая. Печать типографская на мелованной бумаге без водяного знака, перфорирована: рамочная зубцовка 13½ (на каждые 2 сантиметра края марки приходится 13½ зубцов), 100 (10×10) экземпляров на марочных листах[1][19][9].
15. ↑  Оливково-зелёная. Печать типографская на мелованной бумаге без водяного знака, перфорирована: рамочная зубцовка 13½ (на каждые 2 сантиметра края марки приходится 13½ зубцов), 100 (10×10) экземпляров на марочных листах[1][19][9].
16. ↑  Оранжевая. Печать типографская на мелованной бумаге без водяного знака, перфорирована: рамочная зубцовка 13½ (на каждые 2 сантиметра края марки приходится 13½ зубцов), 100 (10×10) экземпляров на марочных листах[1][19][9].
17. ↑  Портрет В. И. Ленина, тёмно-зелёная. Металлография на толстой бумаге с водяным знаком «теневые квадраты», перфорирована: линейная зубцовка 10½ (на каждые 2 сантиметра края марки приходится 10½ зубцов), 40 (8×5) экземпляров на марочных листах. Марки без зубцов  (ЦФА [АО «Марка»] № 307Б) в обращение не поступали[1][11][20].
18. ↑  Портрет В. И. Ленина, красно-коричневая. Металлография на толстой бумаге с водяным знаком «теневые квадраты», перфорирована:  (ЦФА [АО «Марка»] № 308)  (Mi #359 A) — линейная зубцовка 10½ (на каждые 2 сантиметра края марки приходится 10½ зубцов) и  (ЦФА [АО «Марка»] № 308А)  (Mi #359 C) — линейная зубцовка 10 (на каждые 2 сантиметра края марки приходится 10 зубцов), 40 (8×5) экземпляров на марочных листах. Марки без зубцов  (ЦФА [АО «Марка»] № 308Б) в обращение не поступали[1][11][20].
19. ↑  Портрет В. И. Ленина, чёрно-синяя. Металлография на толстой бумаге с водяным знаком «теневые квадраты», перфорирована: линейная зубцовка 10½ (на каждые 2 сантиметра края марки приходится 10½ зубцов), 40 (8×5) экземпляров на марочных листах. Также встречаются марки номиналом в 10 рублей с водяным знаком «теневые квадраты» и комбинированной линейной зубцовкой 10½:12½  (Mi #360 D) и 12½:10½  (Mi #360 E)[20]. Однако среди них встречаются частичные фальсификаты, изготовленные из марок  (ЦФА [АО «Марка»] № 309) с нанесением новой зубцовки[22]. Марки без зубцов  (ЦФА [АО «Марка»] № 309Б) в обращение не поступали[1][11][20].